# 한이서 (가수)
한이서(2000년 2월 1일~)는 대한민국의 가수 겸 싱어송라이터로, 2016년 드라마 화려한 유혹 OST Part13. 《화려한 유혹》으로 데뷔했다. 과거에 김채란이라는 예명을 사용하기도 했다.

## 학력
- 동덕여자대학교 미래전략융합대학원 실용음악과 보컬전공 석사과정 재학
- 동덕여자대학교 실용음악과 보컬전공 학사
- 서울공연예술고등학교 실용음악과 보컬전공 7기 졸업

### 각종 합격 관련 세부사항
- 성신여자대학교 수시 실용음악과 보컬전공 최종합격
- 전기 세종대학교 융합예술대학원 실용예술학과 실용음악 최종합격
- 전기 홍익대학교 공연예술대학원 실용음악전공 최종합격

## 방송
- SBS K팝스타 4 (2014) 본선 2라운드 진출
- SBS K팝스타 5 (2015) - Top18(16위)
- JTBC 싱어게인2 (2021) - 56호 가수 '한이서' Top73

## 음반

### OST
- 화려한 유혹 OST Part.13  《화려한 유혹》 2016.03.19
- 우리집 꿀단지 OST Part.19 《괜찮아 보여》 2016.04.18
- 마녀의 성 OST Part.26 《어떤말로》 2016.06.10
- 그 여자의 바다 OST Part.21 《울고불고해》 2017.08.04
- 훈장 오순남 OST Part.20 《이별 후》 2017.09.20
- 내일도 맑음 OST Part.28 《누군가를 그리워하는 것》 2018.10.24
- 웹툰 커피여우 김삼월 OST Part.13 《Falling in Love》 2022.11.26

### 음반
- 디지털 싱글 앨범 《아버지, 우셔도 되요》 2016.07.04
- 디지털 싱글 앨범 《서운해서그랬어》 2018.12.07
- 자작곡 싱글 앨범 《널 찾아가》 2022.11.07
- 자작곡 싱글 앨범  《버려진 인형》 2023.11.15
- 자작곡 싱글 앨범  《비혼주의자》 2024.05.21
- 자작곡 싱글 앨범  《현재진행형》 2024.06.04

### 참여 음반
- 네이버 TV 웹드라마 《마이 올드 프렌드》 전편 오프닝 엔딩 주제곡 보컬 2016

## 음원차트
- 멜론 OST차트 90위 《화려한 유혹》
- 카카오뮤직 실시간차트 10위 《화려한 유혹》
- 벨소리 356차트 6위 《괜찮아 보여》

## 수상
- 남양주시 청소년예능경연대회 대중음악중등부 최우수상 2014.07.20
- 제22회 경기도청소년종합예술제 대중음악개인부문 장려상 2014.09.03
- 김천예술고등학교 주최 제10회 전국 중학생 실용음악경연대회 보컬부문 동상 2014.10.04
- 서울공연예술고등학교 2학기 실기고사 보컬부문 우수상 2015.12.18
- 서울공연예술고등학교 제 1회 전공 실기대회 보컬부분 우수상 2016.08.30
- 서울공연예술고등학교 1학기 실기고사 보컬부분 우수상 2016.07.18

## 자격증
- 음악심리상담사 1급 자격증
- 심리상담사 1급 자격증
- 노인심리상담사 1급 자격증
- 에어로빅스 자격증